# Hyundai

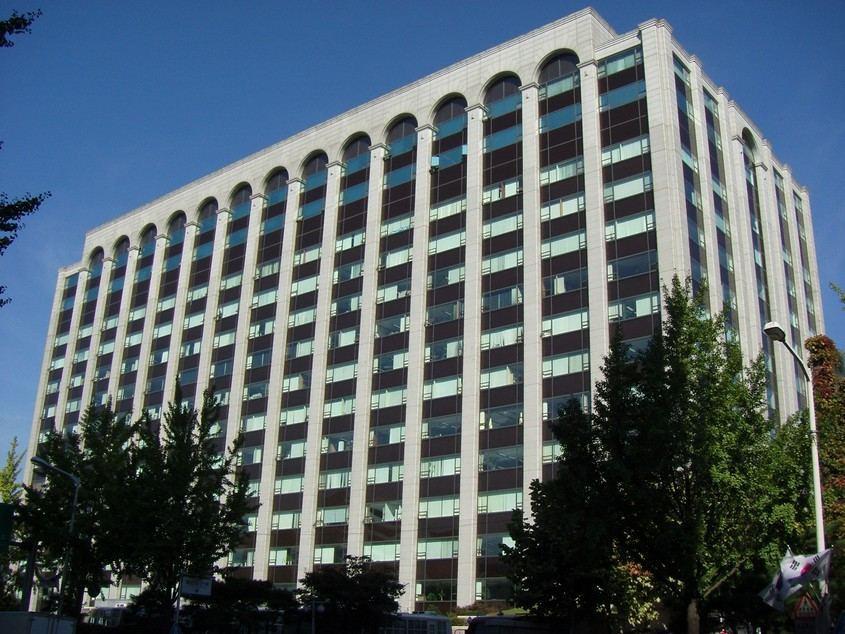
Le siège de l'entreprise à Séoul

Hyundai (en coréen : 현대, hyeondae, \jən.dɛ\) est un groupe d'entreprises coréen.

## Histoire
L'histoire de Hyundai est liée à celle de son fondateur, Chung Ju-yung (1915-2001). Fils de paysan, il quitte sa famille à 16 ans et pratique plusieurs petits travaux pour survivre : manœuvre, marchand de riz et réparateur de voitures. Il fonde en 1947 Hyundai Engineering & Construction (Hyundai signifie « modernité » en coréen) spécialisée dans l'entretien automobile et la construction lourde, qui restera le centre de son groupe. Après la guerre de Corée, les Américains de Ford lui confient en 1953 la réparation de leurs véhicules militaires et la construction des baraquements pour l'armée des États-Unis.
Les années 1960 sont propices à Chung Ju-Yung qui met sa fibre patriotique au service de la Corée du général Park Chung-hee. Il sera le constructeur de l'autoroute qui relie Séoul à Pusan en 1968. Il se lance dans la construction navale, où excellent les Coréens, dans les barrages, les centrales nucléaires. Ses chantiers navals deviendront les plus grands du monde, notamment ceux de Ulsan. En 2006, Hyundai est le premier constructeur naval mondial en valeur de production.
Hyundai Motors est créé en 1967. L'entreprise produira la première voiture 100 % coréenne dès 1973, la Hyundai Pony. Chung Ju-yung comprend immédiatement l'importance économique des travaux publics et de la construction au Moyen-Orient, d'où la Corée du Sud importe l'essentiel de sa consommation d'hydrocarbures. Hyundai sera alors choisi plusieurs fois pour réaliser des grands projets d'infrastructure au Moyen-Orient, notamment le port industriel de Jubail.
En 1983, Hyundai Electronics est créé dans une optique de diversification. Son activité se développe en priorité sur les marchés de la mécanique de précision, de la pétrochimie et de la robotique.
Le groupe a aussi créé une filiale, Hyundai Asan spécialisée dans les projets de coopération entre la Corée du Sud et la Corée du Nord.
La marque coréenne s'implante en France en 1992.
Après avoir racheté la marque Kia en 1996, Hyundai Motor est aujourd'hui le quatrième constructeur automobile, avec 3,7 millions de véhicules vendus dans le monde. Premier constructeur coréen de voitures, Hyundai est devenu le premier employeur du pays avec 170 000 travailleurs, et deuxième derrière Samsung pour le chiffre d'affaires.
En 2017, Hyundai Motors fête ses 50 ans et ses 25 ans de présence en France.
Le 10 août 2020, le groupe annonce la création d'une nouvelle marque baptisée Ioniq, réservée aux voitures électriques.
En juin 2021, Hyundai finalise l'acquisition de 80% de Boston Dynamics pour près d'un milliard de dollars. Avec cette acquisition, 20% des investissements totaux de Hyundai deviennent centrés sur la robotique,.

## Politique et affaires
L'empire Hyundai, détenu essentiellement par la famille Chung, fait de ses dirigeants (Ju-yung jusqu'en 2000, puis Chai-kwan et récemment Mong-koo) les hommes parmi les plus riches du monde, et sans doute les plus riches de la Corée du Sud.
Hyundai est également un sponsor politique incontournable, Chung Ju-yung ayant toujours soutenu le pouvoir en place, quelle que soit l'étiquette politique du gouvernement, en contribuant largement aux diverses campagnes, contributions récompensées par l'attribution de marchés et d'adjudications.
Cela n'a pas empêché Chung Ju-yung, défenseur de la liberté entrepreneuriale face à l'État et au fisc, de se présenter à l'élection présidentielle de 1992 et d'obtenir 16 % des voix.
En 2006, à la suite d'une enquête du gouvernement sud-coréen, le PDG de Hyundai Chung Mong-koo a été accusé de détournement de fonds et de corruption. Il est condamné à trois ans de prison pour avoir constitué une caisse noire afin de soudoyer les dirigeants du pays (élus, journalistes, juges, etc).
Le scandale Choi Soon-sil qui éclate à la fin de l'année 2016 porte sur l'influence de Choi Soon-sil, une femme d'affaires sud-coréenne confidente de la présidente Park Geun-hye qui aurait soutiré 65 millions de dollars aux chaebols via des fondations qui lui étaient liées, entraînant l'ouverture d’enquêtes pour trafic d'influence et corruption.

## Conflits sociaux
Si nombre de Coréens[réf. nécessaire] reconnaissent que Hyundai a permis à la Corée de devenir un des quatre dragons asiatiques, la politique de l'entreprise n'a guère été sociale. Les lourds tributs payés par les travailleurs et les syndicats restent à l'origine de la réussite de la compagnie[réf. nécessaire].
Hyundai Motors a connu dix conflits sociaux en 2006, à l'initiative de la centrale syndicale KCTU.

## Autres activités
Depuis plus de 30 ans, la division électronique du géant coréen Hyundai est tournée vers la conception, l'ingénierie et la fabrication d'équipement électronique. Hyundai Heavy Industries a lancé la fabrication de modules et panneaux photovoltaïques en 2005 et dispose d'une capacité de production annuelle de 300 MW en constante progression.
Le groupe conçoit et fabrique ainsi des cellules et modules photovoltaïquesde haute qualité à travers un contrôle strict des matériaux et des procédés de production. Hyundai Heavy Industries bénéficie de plus d’un pôle R&D important garantissant une optimisation constante du rendement des équipements.[réf. nécessaire]

## Hyundai en France
Hyundai est présidé en France par M. Im Deok-Jeong. La firme installe le siège français de Hyundai Motor en 2014 dans le nord de La Défense, à La Garenne-Colombes, dans un immeuble signé Norman Foster nommé Fauvelles, le rez-de-chaussée du bâtiment constituant le show-room de la marque en France.
Le siège développe environ 3 400 mètres carrés de surfaces utiles et comprend 40 places de parking en sous-sol, et se situe face au pôle d'études et de recherche PSA de La Garenne-Colombes, à l’aplomb de la station Les Fauvelles du tramway T2.
Les immatriculations de Hyundai en France ont concerné 25 738 véhicules en 2013, soit une régression de 10,4 % par rapport à 2012.
Depuis 2014, les immatriculations ne cessent de progresser et atteindraient près de 35 542 unités à fin 2018[réf. nécessaire].